# Torre dei Modenesi (Finale Emilia)
La torre dei modenesi o torre dell'orologio, chiamata nei secoli passati anche torre marchesana o torre di Finale, fu una torre situata a Finale Emilia, in provincia di Modena.
Costruita verso il XIII secolo, la torre rimase in piedi per 799 anni, fino al crollo avvenuto durante il terremoto dell'Emilia del 2012.

## Storia

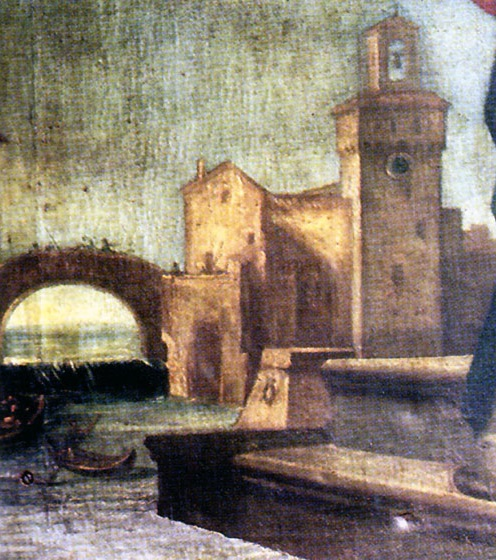
La Rocca Piccola in un dipinto di Antonio Consetti (XVIII secolo)

La torre quadrangolare venne edificata verso il 1213 durante l'epoca del canale Naviglio, per motivi difensivi e di avvistamento, in quello che all'epoca era un nodo importante per il commercio fluviale proveniente da Venezia verso i territori di Modena e Ferrara.
Il primo documento che cita espressamente la torre risale al 9 aprile 1306, quando Modena decise di rafforzare le fortificazioni del Castrum Finalis appena riconquistato.
Verso il 1330, la torre risultava circondata da mura, tanto da assumere la forma di una rocca, chiamata appunto Rocca Marchesana o Rocca Piccola, per distinguerla dal Castello delle Rocche, conosciuto anche come Rocca Grande, che si trovava sulla riva opposta del fiume Panaro. All'inizio del XV secolo avvennero ulteriori lavori di rafforzamento delle mura di entrambe le rocche, poi decorate da Giacomo Ursini.

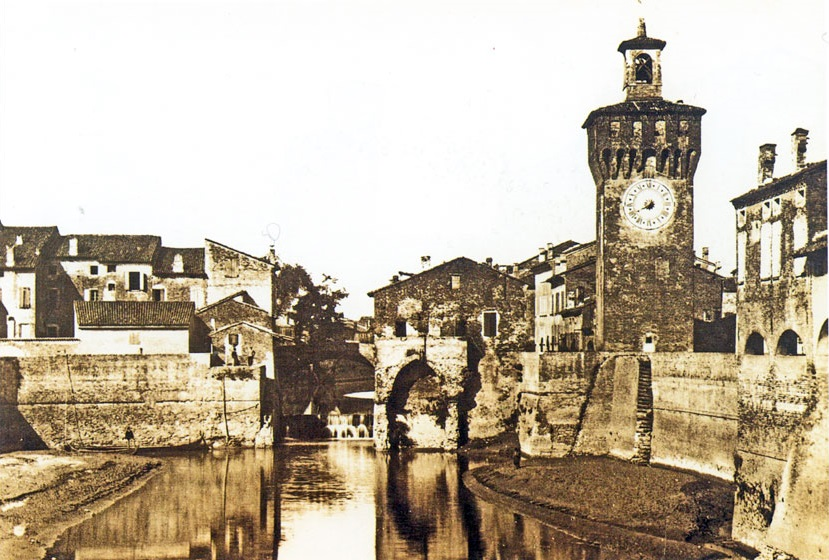
Il bacino della chiusa e la torre dell’orologio prima dell’interramento del Panaro del 1890

Nel 1526 vi fu installato l'orologio già presente nella vecchia torre dell'orologio fin dal 1436. A seguito del mutato scenario politico, le mura vennero abbattute a metà del XVI secolo, tanto che la torre fu ceduta alla famiglia Magni dietro corrispettivo di due libbre di cera all'anno, e in seguito alla famiglia Ascari.
Il 15 maggio 1756 la torre fu venduta per 400 lire dagli Este al comune di Finale, che nel 1770 fece restaurare con l'aggiunta di un torrino sul tetto per alloggiarvi la nuova campana.

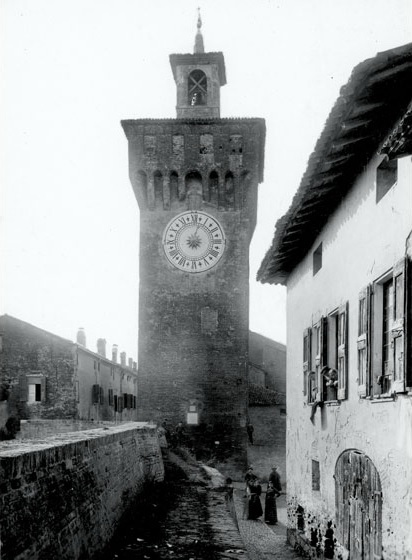
Torre dei Modenesi nel XIX secolo

Nel XIX secolo il canale Naviglio venne interrato e la funzione di osservazione venne meno, mentre grazie all'orologio rimase comunque un edificio di interesse e per questo oggetto di manutenzione. Alla fine dell'Ottocento venne dichiarata monumento nazionale.
Durante la seconda guerra mondiale venne colpita da una granata il 22 aprile 1945 e poi restaurata nel 1949. Nel 1962 si sviluppò un incendio che distrusse le strutture lignee. Nel 1981 venne collocata sulla punta tetto una banderuola con lo stemma comunale e restaurato l'orologio, mentre nel 1987 venne dotata di impianto di illuminazione.
Nel 1993 la cella campanaria risultava pericolante.

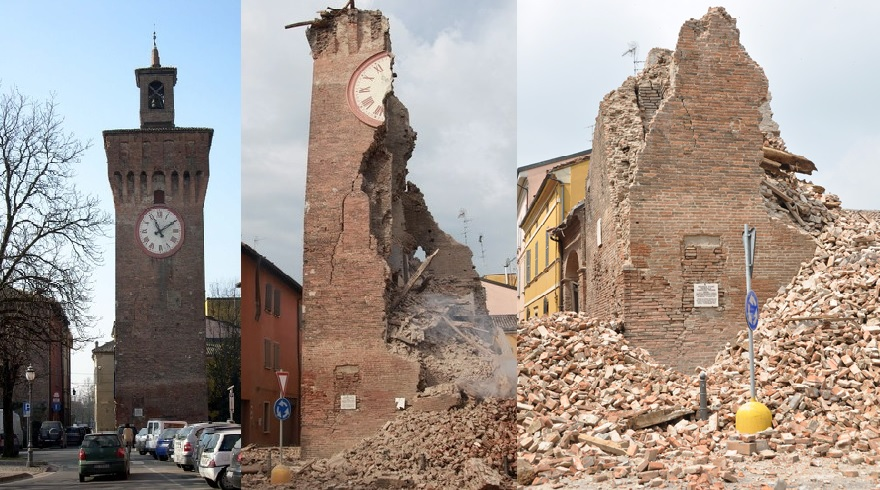
Crollo della Torre dei Modenesi

Durante il devastante terremoto dell'Emilia del 2012, la torre si è dapprima spaccata in due in occasione della prima scossa del 20 maggio, per poi crollare definitivamente appena poche ore dopo, con la scossa di assestamento delle 15:18 di magnitudo 5,1 della scala richter. L'immagine del suo orologio spezzato in due è divenuto una delle icone della tragedia, facendo il giro del mondo. Incredibilmente però l'antica campana del 1770 rimase praticamente intatta e venne recuperata tra le macerie dai vigili del fuoco.
Nel numero 31 della rivista Il male dei vignettisti Vauro e Vincino la Torre dei Modenesi spezzata dal terremoto è raffigurata sullo sfondo della copertina.

## Descrizione
La Torre dei Modenesi era alta 31,94 metri ed era composta da quattro piani a base quadrata di 7 metri di lato. I muri del fabbricato avevano uno spessore variabile compreso fra 1,5 e 0,90 metri.

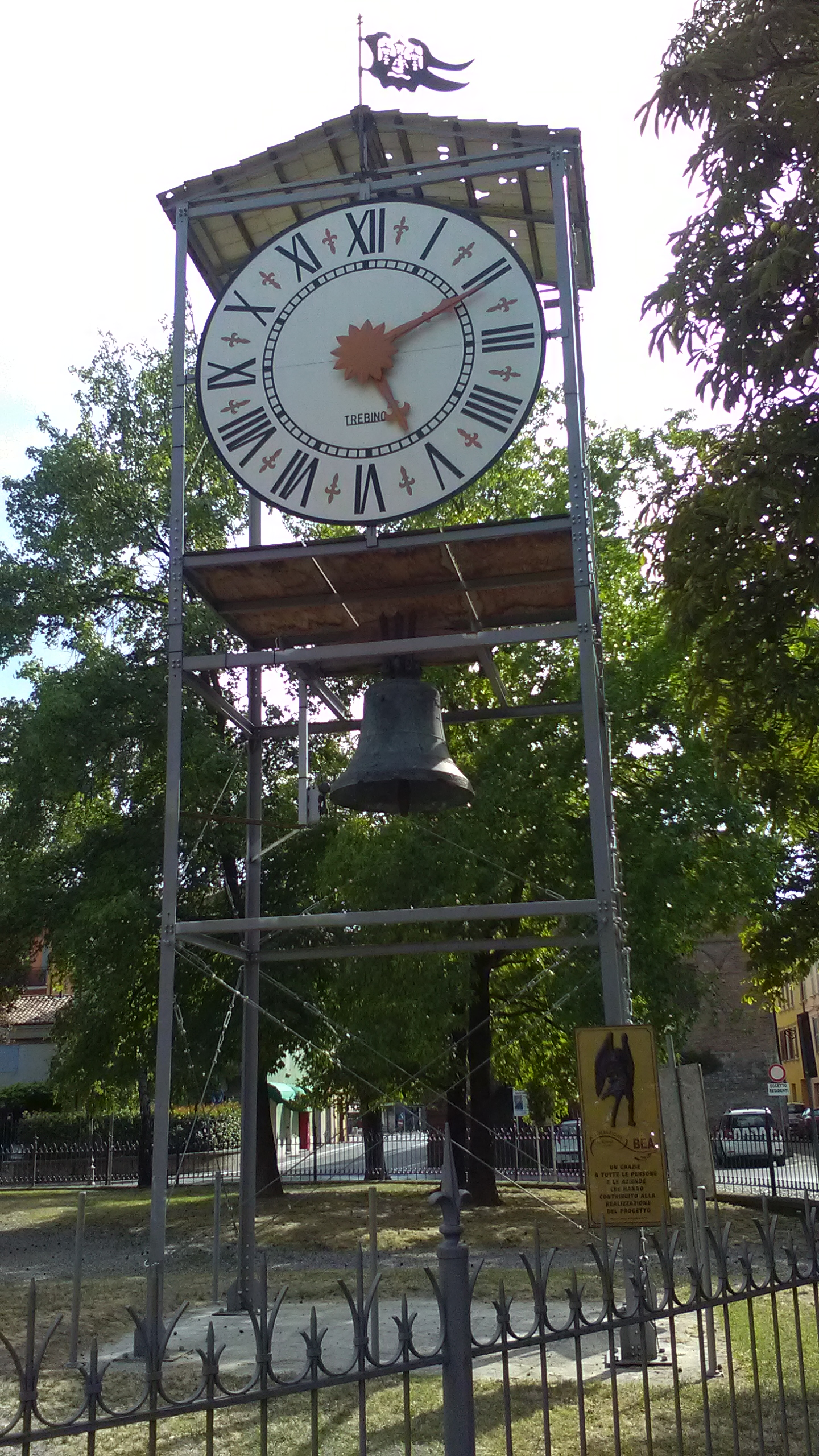
La ricostruzione temporanea della Torre dei Modenesi

Sul solaio dell'ultimo piano (a quota 19,79 metri) poggiava una loggia merlata alta 2,68 metri, sempre a base quadrata ma con lato di 8,14 metri, sostenuta da 28 ringrossi, di cui quattro angolari.
Sul tetto della loggia era collocata una cella campanaria alta circa tre metri, che terminava con un pinnacolo ove era collocata una banderuola con lo stemma di Finale Emilia.
Nella facciata orientale era presente un grosso quadrante d'orologio di forma circolare con bordatura rossa e numeri romani neri.

## Ricostruzione della torre
In più occasioni sono stati lanciati progetti e raccolte di fondi per riedificare la torre dell'orologio. Inizialmente il CONAI aveva annunciato una donazione di 400.000 euro, ma senza dare più seguito a quanto promesso. Grazie ad un'iniziativa di Caffè Molinari, che ha realizzato una vendita di beneficenza di tazzine da caffè, è stata raccolta una somma di 20.000 euro. Il progetto di ricostruzione ha un costo stimato di circa un milione di euro, dei quali 240.000 euro per la sola progettazione.
Il 7 ottobre 2012 viene inaugurata una torre temporanea alta nove metri, realizzata con una struttura formata da tubolari metallici, a cui è stata ricollocata l'antica campana. La struttura metallica è stata donata da Mauro Bedon di Santhià, che per tale gesto è stato insignito nel 2015 della cittadinanza onoraria della città di Finale Emilia.